# Босонога контеса
Босонога контеса (енгл. The Barefoot Contessa) је филм из 1954. године који је режирао Џозеф Л. Манкевиц. Главне улоге играју: Ава Гарднер, Хамфри Богарт и Едмонд О`Брајан. 